# Bissula
Bissula war eine Alemannin, die im Jahr 368 als junge Frau in römische Kriegsgefangenschaft geriet und in den Besitz des römischen Dichters Ausonius (ca. 310–394) kam.
Ausonius hatte als etwa 60-jähriger Witwer an einem Alemannenfeldzug teilgenommen, in dem er unter Valentinian I. diente (zu dem Feldzug siehe u. a. Schlacht von Solicinium). Hier war ihm Bissula als Beute zugesprochen worden. Er entwickelte eine tiefe Liebe zu ihr, weshalb er sie freisprach und das Gedicht de Bissula („Über Bissula“) auf sie verfasste, das er seinem Freund Axius Paulus zukommen ließ. Ausonius lebte nach dem Feldzug etwa 20 Jahre am kaiserlichen Hof in Augusta Treverorum (Trier), wo er hohe Ämter bekleidete.

## Rezeption
Von Bissula handeln Antonie Haupts historischer Roman Die Tochter des Alamannenkönigs von 1887 sowie ihre Erzählung Bissula. Die Tochter des Alamannenkönigs.
Felix Dahn beschreibt in seinem historischen Roman Bissula, der auf Ereignissen der Völkerwanderungszeit (378 n. Chr.) basiert, die Geschichte der Beziehung zwischen dem Römer Ausonius und der Alemannin Bissula, allerdings genau entgegengesetzt zu den historisch belegten Tatsachen. So etwa deutet er den Ausgang des Alemannenkrieges, an dem Ausonius teilgenommen hatte, zu einem Sieg der Alemannen um.
Nach Bissula ist der Nachbau eines römischen Handelsschiffs der Universität Trier benannt, mit dem Realdaten auf dem Mittelmeer erforscht wurden.